# Período dos Estados Combatentes
O Período dos Estados Combatentes (chinês tradicional: 戰國時代; chinês simplificado: 战国时代; pinyin: Zhànguó Shídài) é a denominação dada a três séculos de disputas militares entre sete dinastias pela hegemonia da China, culminando na vitória da Dinastia Qin sobre as demais em 221 a.C. e na unificação do estado chinês. Normalmente considerado como uma segunda parte da Dinastia Zhou Oriental (com o rei Zhou assumindo um papel simbólico), a data de início desse período é polêmica, sendo 475 a.C., proposta por Sima Qian, a mais citada. 

## Descrição
O Período dos Estados Combatentes (475-221 a.C.) toma seu nome de uma obra histórica compilada no século I a.C., o Zhan Guo Ce (Estratégias dos Estados Combatentes), coletânea de textos que remontam aos séculos III e II a.C. Foi uma época rica para o pensamento filosófico e para a ciência chinesa, marcada pela decadência política, pelo fim da capacidade de arbítrio e soberania dos Zhous sobre os problemas internos e o início de confrontos.
Os tratados militares escritos pelos generais do período, alguns dos quais foram encontrados parcialmente, demonstram a rápida evolução na maneira de se executar a guerra. A época teve grandes estrategistas militares chineses, como Sun Tzu e Sun Pin. Esses célebres generais ousaram estabelecer táticas cada vez mais refinadas. Os relatos trazem, ao mundo, uma atmosfera única, que envolveu a China em um dos períodos mais singulares da História. Uma fase turbulenta e obscura, decorrente de contínuos enfrentamentos, alianças que poderiam ser facilmente corrompidas, traições, ataques surpresa e impiedosos assassinatos. Estes foram os ingredientes de um quadro político em rápida evolução, que levou ao fortalecimento do Estado de Qin, beneficiado por sua posição estratégica favorável, a oeste do rio Amarelo, em Shaanxi, e protegido por sólidas defesas naturais.
Durante este período, existiam sete reinos combatentes: Qin, Qi, Zhao, Han, Wei, Chu e Yan. Além desses sete estados principais, outros estados menores sobreviveram no período. Eles incluem: o Território Real do Rei Zhou e os estados de Yue, Zhongshan, Song, Lu, Zheng, Wey, Teng e Zou e no extremo sudoeste, os estados não-Zhou de Ba e Shu. O Reino de Qin acabou por conquistar todos no final do período, ficando a China unificada sob um mesmo governo e o mesmo sistema de escrita e de pesos e medidas.

## Os Estados Combatentes

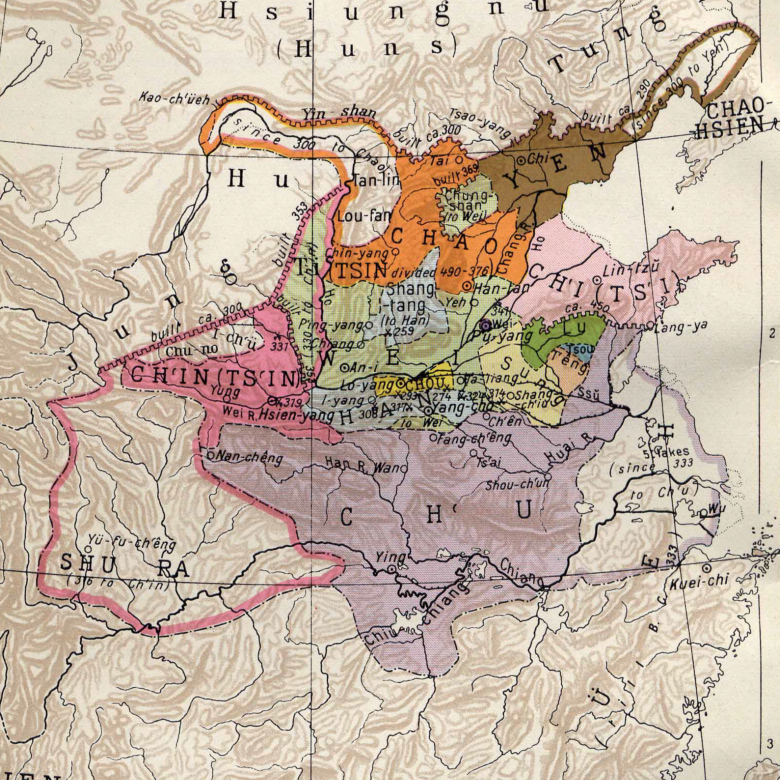
Os reinos combatentes, por volta de 350 a.C.

|  |      |
|  | Chu  |
|  | Han  |
|  | Lu   |
|  | Qi   |
|  | Qin  |
|  | Song |
|  | Teng |
|  | Wei  |
|  | Yan  |
|  | Zhao |
|  | Zhou |
|  | Zou  |

## Cultura e sociedade
Foi um período de muita atividade guerreira na China, assim como de muitas reformas burocráticas e militares. Os estados maiores buscavam a consolidação de seu domínio sobre vastas regiões, o que levou ao enfraquecimento definitivo do poder da dinastia Zhou. Como sinal disso, os governantes dos maiores estados (com exceção de Chu, que já havia reivindicado o título de rei muito tempo antes) abandonaram seus títulos feudais formais e reivindicaram o título de 王, "rei", clamando por igualdade em relação aos governantes Zhous.
Ao mesmo tempo, os constantes conflitos e a necessidade de inovações sociais levaram ao desenvolvimento de doutrinas filosóficas, que vieram a ser conhecidas posteriormente como as cem escolas de pensamento. As mais notáveis escolas de pensamento da época incluemː o moísmo, exposto por Mozi; o confucionismo, exposto por Mêncio e Xun Kuang; e o legalismo, representado por Shang Yang, Shen Buhai, Shen Dao e Han Fei; e o taoismo, representado por Chuang-Tzu e Lao Zi. 
Mêncio tentou implantar o confucionismo como filosofia de estado, e propôs um governo baseado em princípios morais como benevolência e retidão. Segundo o filósofo, isto iria granjear apoio popular ao estado e admiração dos estados vizinhos, afastando a possibilidade de guerras. Mêncio tentou convencer o rei Hui de Liang a adotar suas ideias, porém não o conseguiu.
O moísmo foi criado por Mozi (468–376 a.C.). A doutrina propunha uma filosofia política e social baseada na imparcialidade e na benevolência. Mozi era contra as guerras, embora ele fosse um grande especialista em táticas de defesa. Ele ajudou o estado de Song a se defender do estado de Chu.
O taoismo era defendido por Laozi, que acreditava que a natureza humana era originalmente boa e que a perfeição podia ser atingida se o ser humano regressasse à sua natureza original. Laozi acreditava que, como os bebês, os seres humanos eram, originalmente, simples e inocentes mas que, com o desenvolvimento da civilização, os seres humanos haviam perdido sua inocência, a qual havia sido substituída por fraude e orgulho. Contrariamente às outras escolas, Laozi não procurou ganhar influência nas cortes dos estados, tendo inclusive se recusado a ser ministro do estado de Chu.
O legalismo criado por Shang Yang em 338 a.C. rejeitava a religião, e advogava que o estado deveria ser guiado unicamente pelas leis. Segundo Yang, as punições deveriam ser rigorosas e estendidas também às famílias dos criminosos. Ele propôs reformas radicais, e uma sociedade baseada em classificações rígidas. Camponeses deveriam ser encorajados a exercer sua ocupação, e o bom desempenho dos militares deveria ser recompensado. As leis deveriam ser aplicadas a todas as classes sociais sem exceções, e nem mesmo o rei poderia estar acima da lei. Esta filosofia foi adaptada pelo estado de Qin, que criou um estado centralizado e bem organizado, com uma burocracia escolhida com base no mérito. O período se notabilizou pelo surgimento de burocracias complexas, governos centralizados e sistemas legais claramente estabelecidos. Os desenvolvimentos na organização política e militar foram a base do poderio do estado de Qin, que conquistou os demais estados e os unificou sob o império Qin em 221 a.C.
A guerra intensiva, baseada mais em grandes formações de infantaria do que nos tradicionais carros de guerra, levou à formação de grandes burocracias centralizadas nos maiores estados. Ao mesmo tempo, o processo de feudalismo secundário que caracterizara o período das Primaveras e Outonos e que levara a eventos como a partição do estado de Jin e a usurpação do estado de Qi pelo clã Tian, foi revertido por esse processo de burocratização.
As reformas de Shang Yang em Qin e as de Wu Qi em Chu se basearam na centralização, na supressão da nobreza e em ideias legalistasː todas elas, medidas necessárias à mobilização dos grandes exércitos do período.

### Aritmética
Um grupo de 21 tiras de bambu da coleção Tsinghua datadas de 305 a.C. são os primeiros exemplos no mundo de tábua de multiplicação decimal de dois dígitos, indicando que sofisticada aritmética comercial já existia no período.
Sistema numérico de varas era usado para indicar números inteiros positivos e negativos e números racionais, um verdadeiro sistema numérico de posição, com uma lacuna para o zero.

### Literatura
Uma importante conquista literária do período foi o "Comentário de Zuo" dos Anais da Primavera e Outono, que resume o precedente Período das Primaveras e Outonos. Presume-se que o livro menos famoso Guoyu também seja do mesmo autor.
Muitos aforismas dos autores do período das Primaveras e Outonos que haviam circulado previamente na forma oral foram registrados por escrito no período dos Estados Combatentes. É o caso dos Analectos de Confúcio e de A Arte da Guerra. 

### Economia
O período viu o crescimento da siderurgia na China, com o ferro substituindo o bronze como principal metal utilizado na guerra. Áreas como os estados de Shu (atualmente, Sichuan) e Yue (atualmente, Zhejiang) foram incorporadas à esfera cultural chinesa. O comércio cresceu em importância, e muitos comerciantes adquiriram considerável poder político. O mais proeminente deles foi Lü Buwei, que se tornou primeiro-ministro do estado de Qin e figura chave do governo de Qin Shihuang.
Ao mesmo tempo, os aumentados recursos dos consolidados estados burocráticos, junto as necessidades logísticas da cobrança em massa de tributos e da guerra em larga escala, levaram à proliferação de projetos econômicos como obras hidráulicas por exemplo. Exemplos dessas obras são o sistema de irrigação de Dujiangyan, que controlou o rio Min em Sichuan e transformou a área em um importante ponto logístico para a dinastia Qin, e o canal de Zengguo, que irrigava vastas áreas da planície de Guanzhong, também incrementando a produção agrícola do império Qin.